# إل بروفينسيو
بلدية إل بروفينسيو (بالإسبانية: El Provencio)، هي إحدى بلديات مقاطعة قونكة إحدى مقاطعات إسبانيا، والتي تقع في منطقة قشتالة لا منتشا وسط البلاد، والمائلة لجهة الشرق من إسبانيا.
يبلغ عدد سكانها 2.613 نسمة وفقاً لإحصائية سنة (2007).